# Brisbin
Brisbin es un borough ubicado en el condado de Clearfield en el estado estadounidense de Pensilvania. En el año 2000 tenía una población de 413 habitantes y una densidad poblacional de 253 personas por km².

## Geografía
Brisbin se encuentra ubicado en las coordenadas 40°50′15″N 78°21′10″O / 40.83750, -78.35278.

## Demografía
Según la Oficina del Censo en 2000 los ingresos medios por hogar en la localidad eran de $30,250 y los ingresos medios por familia eran $35,875. Los hombres tenían unos ingresos medios de $28,750 frente a los $21,250 para las mujeres. La renta per cápita para la localidad era de $13,805. Alrededor del 18.8% de la población estaba por debajo del umbral de pobreza.